# Kobayashi Maru

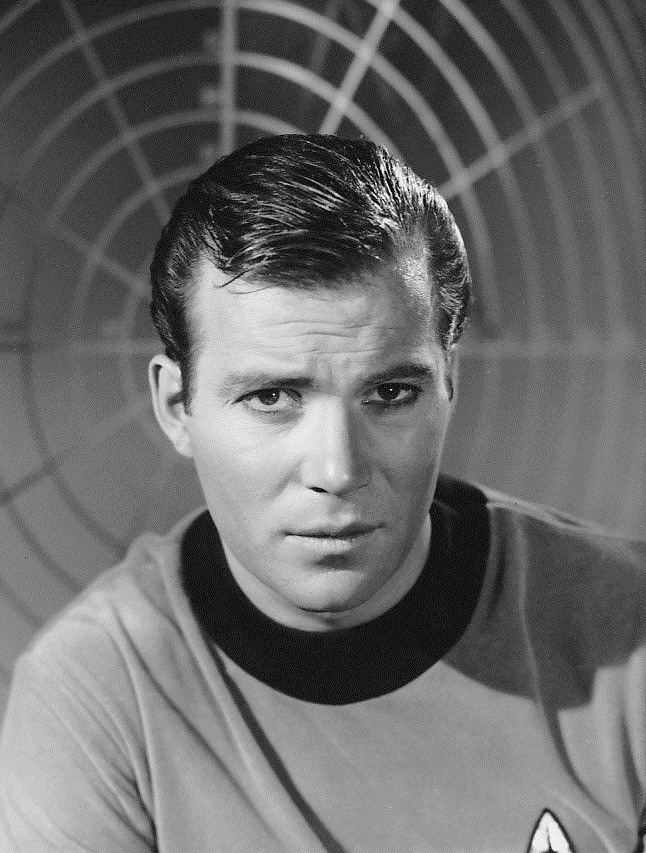
William Shatner v roli kapitána Jamese T. Kirka, prvního člověka, který prošel testem Kobayashi Maru.

Kobayashi Maru je fiktivní cvičení ve světě Star Treku, které má prověřit charakter kadetů Akademie Hvězdné flotily v bezvýchodné situaci. Test Kobayashi Maru byl poprvé představen v úvodní scéně filmu Star Trek II: Khanův hněv z roku 1982 a objevuje se také ve filmu Star Trek z roku 2009. Za autora této zkoušky je považován scenárista Jack B. Sowards, jenž je spoluautorem scénáře Khanova hněvu. Název testu se mezi fanoušky Star Treku nebo těmi, kdo seriál znají, občas používá pro označení bezvýchodného scénáře, zkoušky charakteru nebo řešení, které zahrnuje nové vymezení problému a elegantní zvládnutí nepřekonatelného scénáře.
Hlavním cílem cvičení je záchrana civilní lodi Kobayashi Maru v simulované bitvě s Klingony. Nefunkční loď se nachází v klingonské neutrální zóně a jakýkoli vstup lodi Hvězdné flotily do této zóny by způsobil mezihvězdný hraniční konflikt. Přibližující se posádka kadetů se tedy musí rozhodnout, zda se pokusí posádku Kobayashi Maru zachránit – a ohrozit tak vlastní loď a životy – nebo zda Kobayashi Maru ponechá napospas jisté zkáze. Pokud se kadet rozhodne pro pokus o záchranu, simulace je navržena tak, aby zaručila, že kadetova loď nebude mít zcela žádnou šanci na vítězství, únik, vyjednávání nebo přežití.

## Simulace
Ve filmu Star Trek II: Khanův hněv se simulace odehrává na replice můstku hvězdné lodi Enterprise, přičemž účastník testu je kapitánem a ostatní členové Hvězdné flotily, důstojníci nebo další kadeti včetně Uhury, Spocka, Sulua a doktora McCoye zaujímají klíčové pozice na můstku kolem něj. Ve scénáři z roku 2280 kadet obdrží nouzový signál, který uvádí, že civilní nákladní loď Kobayashi Maru narazila na gravitační minu v klingonské neutrální zóně a rychle ztrácí energii, integritu trupu a podporu života. Údaje senzorů jsou neurčité a nouzový signál není možné ověřit. V blízkosti nejsou žádná další plavidla. Kadet se musí rychle rozhodnout:
- Pokusit se zachránit posádku a cestující Kobayashi Maru, což zahrnuje narušení neutrální zóny a tím vyprovokování Klingonů k nepřátelské akci nebo možná k válce, nebo
- opustit Kobayashi Maru, zabránit válce s Klingony, ale nechat posádku a cestující nákladní lodi napospas pravděpodobné smrti.

Pokud se kadet rozhodne zachránit posádku a cestující lodi Kobayashi Maru, scénář se rychle vyvíjí. Důstojníci na můstku kadeta upozorní, že porušují smlouvu mezi Federací a Klingony, a dají kadetovi šanci otočit se, než se k této nebezpečné akci definitivně odhodlá. Když loď vstoupí do Neutrální zóny, komunikační důstojník ztratí kontakt s ochromenou lodí. Klingonské válečné lodě se pak rychle objeví na záchytném kurzu. Pokusy o kontakt s nimi se setkávají s rádiovým tichem; jejich jedinou odpovědí je zahájení palby s ničivými následky. Žádná obrana proti Klingonům nestačí a kadetova loď je nakonec poražena (a zničena, pokud se scénář odehraje naplno).
Ve filmu nejsou zachyceny možné důsledky zamítnutí žádosti o záchranu. Ty jsou v románech a videohrách podrobně rozebírány a zahrnují vzpouru posádky kvůli výzvě k opuštění civilistů na smrt, porušení politiky Hvězdné flotily týkající se poskytování pomoci plavidlům v nouzi, vniknutí Klingonů na území Federace v reakci na „provokaci“ Kobayashi Maru nebo tíhu, kterou na kadetově svědomí způsobí odmítnutí poskytnutí pomoci.
Cílem testu není, aby kadet soupeře přelstil nebo přečíslil, ale spíše aby se kadet dostal do bezvýchodné situace a sledoval, jak zareaguje.
Zatímco základní principy zkoušky Kobayashi Maru zůstaly stejné, mnoho prvků bylo rok od roku aktualizováno v závislosti na tom, kdy byl test zadáván. Model můstku Enterprise byl mezi jednotlivými vyobrazeními aktualizován na současný styl a posádka byla pokaždé upravena. Navíc v době, kdy byl Kirk kadetem, ještě nebyla ustanovena klingonská neutrální zóna, z čehož vyplývá, že se jedná o detail, který byl v průběhu času také doplněn nebo aktualizován.

## Významní účastníci

### Saavik
Úvodní scéna filmu Star Trek II: Khanův hněv je sama o sobě testem Kobayashi Maru, ale to je odhaleno až po skončení scény, což vede diváky k domněnce, že se jedná o skutečný bojový scénář zahrnující USS Enterprise. Velitelem simulované USS Enterprise je Saavik (Kirstie Alleyová), která test provádí. Během testu Spock (Leonard Nimoy) slouží jako vědecký důstojník a zástupce velitele, doktor McCoy (DeForest Kelley) je v pohotovosti na můstku, Uhura (Nichelle Nichols) jako komunikační důstojník a Hikaru Sulu (George Takei) jako kormidelník; kadeti jsou na dalších pozicích. Po přijetí nouzového volání Saavik nařizuje Suluovi, aby vytyčil záchytný kurz k ohrožené lodi. Sulu varuje Saavik před narušením neutrální zóny, ale ta ho přehlasuje. Kontakt s Kobayashi Maru je ztracen a na záchytném kurzu se objeví tři klingonské bitevní křižníky. Proti přesile a v rozporu se smlouvou mezi Federací a Klingony nařídí Saavik ústup, ale klingonské lodě Enterprise rychle dostihnou a ochromí. Při dalších útocích jsou zabiti Sulu, Uhura, McCoy a Spock. Scott hlásí, že Enterprise je ve vesmíru mrtvá. Saavik nařídí, aby byla vypuštěna bóje s deníkem a aby posádka opustila loď.
Admirál James T. Kirk, který situaci sledoval z řídicí místnosti, simulaci zastaví. Všichni „zesnulí“ důstojníci povstanou a Spock (nyní odhalený jako instruktor kadetů) nařídí frekventantům, aby se dostavili do instruktážní místnosti. Saavik protestuje proti tomu, že je podrobena bezvýchodnému scénáři, a namítá, že řádně neodráží její velitelské schopnosti. Kirk vysvětluje, že test má odhalit, jak se subjekt vypořádá s bezvýchodnou situací, a že to, jak se člověk vypořádá se smrtí, je stejně důležité jako to, jak se vypořádá se životem. Později ve filmu, po opakovaných dotazech od Saavik Kirk říká, že cvičení je skutečným scénářem bez výhry, protože neexistuje žádné správné řešení – je to čistě zkouška charakteru.
V této scéně byly použity stejné kulisy jako na můstku Enterprise (ukázané později ve filmu). Test je prostředkem k představení konceptu bezvýchodného scénáře, jak je prezentován kadetům. Hlavní zápletka filmu se zabývá Kirkovou reakcí, když je nakonec nucen čelit takovému scénáři v reálném životě.

### James T. Kirk
James T. Kirk absolvoval test třikrát během studia na Akademii Hvězdné flotily. Před třetím pokusem Kirk tajně přeprogramoval simulátor tak, aby bylo možné nákladní loď zachránit. Přestože Kirk podváděl, dostal pochvalu za „originální myšlení“. Tato skutečnost je odhalena ve filmu Star Trek II: Khanův hněv, když Kirk, Saavik a ostatní ztroskotají. Saavik Kirkovi vyčítá, že nikdy nečelil scénáři bez výhry. Kirk odpoví, že v něj nevěří, a proto změnil podmínky zkoušky. Na jiném místě filmu Kirk podobně změní podmínky dvou zjevně bezvýchodných scénářů v konfliktu s Khanem: jednou na dálku unese Khanovu konzolu na můstku, aby snížil štíty a umožnil těžce poškozené Enterprise zaútočit a podobně poškodit druhou loď; a jednou vezme téměř „slepou“ Enterprise do ionizující mlhoviny, aby obě lodě stejně oslepil.

#### Star Trek(2009)
Ve filmu J. J. Abramse z roku 2009 kadet James T. Kirk (Chris Pine) přeprogramuje test tak, aby náhle klesly štíty klingonských lodí a všech pět jich bylo snadno zničeno a mohla začít bezpečná záchrana Kobayashi Maru. Tímto incidentem si vyslouží hněv Spocka, který je instruktorem Akademie udržujícím simulaci a tvůrcem testu.
Během disciplinárního slyšení se Spock a Kirk poprvé setkají a pronesou mnoho stejných vět, které jejich postavy původně použily ve filmu Khanův hněv. Kirk argumentuje, že samotný test je podvod, protože program je nevyhratelný, a tak je podvádění jediným řešením. Spock oponuje, že smyslem testu není vyhrát, ale postavit se strachu a přijmout možnost smrti, jako to udělal Kirkův otec. Kvůli útoku filmového padoucha Nera na Vulkánce je slyšení odloženo a zůstává nedořešeno. Stejně jako v Khanově hněvu je ve filmu několik situací, kdy hlavní postavy (ne vždy Kirk) změní podmínky zdánlivě bezvýchodných scénářů tak, aby uspěly.
V románovém přepisu filmu se v poslední kapitole čtenář dozví, že informace, které Kirk použil ke zmaření testu, získal během svých pokusů s orionskou kadetkou, která mluvila ze spaní.

### Spock
Protože Spock nenastoupil na Akademii Hvězdné flotily jako velitelský kadet, neabsolvoval tam test Kobayashi Maru. Ve scéně své smrti v závěru filmu Khanův hněv popisuje svou oběť jako řešení bezvýchodné situace.

## Dopad
Časopis Entertainment Weekly označil test Kobayashi Maru za jeden z deseti prvků Star Treku, které pravděpodobně znají i nefanoušci.
- Komentátoři teorie podnikání používají Kobayashi Maru jako příklad nutnosti nově definovat základy, na kterých podnik soutěží – změnit pravidla, místo aby se hrálo v rámci zmanipulované hry – jako příklad úspěšné obchodní strategie.
- Randy Pausch, spoluautor knihy Poslední přednáška, měl v dětství sen „být kapitánem Kirkem“. Poté, co mu byla diagnostikována rakovina slinivky břišní (která se mu o téměř dva roky později stala osudnou), dostal podepsanou Kirkovu fotografii s nápisem: „Nevěřím na scénář bez výhry. S pozdravem, Bill Shatner“.
- Kobayashi Maru používali učitelé počítačové bezpečnosti, aby naučili studenty myslet jako protivník, kdy překročením pravidel hry lze hru nově definovat.